# Table des caractères Unicode/U2B820
Cette page contient des caractères spéciaux ou non latins. S’ils s’affichent mal (▯, ?, etc.), consultez la page d’aide Unicode.
Table des caractères Unicode U+2B820 à U+2BFFF.

## Caractères réservés
Cette plage de valeurs n’est pas encore affectée. Aucun caractère défini pour l’instant, ces points de codes ne peuvent être utilisés. Éventuellement les blocs suivants seront définis dans une version ultérieure d’Unicode :
- U+2B820 à U+2BFFF : ¿supplément E aux idéogrammes unifiés CJC?.

### Table des caractères
| en fr   | 0  | 1  | 2  | 3  | 4  | 5  | 6  | 7  | 8  | 9  | A  | B  | C  | D  | E  | F  |
| U+2B820 | 𫠠 | 𫠡 | 𫠢 | 𫠣 | 𫠤 | 𫠥 | 𫠦 | 𫠧 | 𫠨 | 𫠩 | 𫠪 | 𫠫 | 𫠬 | 𫠭 | 𫠮 | 𫠯 |
| U+2B830 | 𫠰 | 𫠱 | 𫠲 | 𫠳 | 𫠴 | 𫠵 | 𫠶 | 𫠷 | 𫠸 | 𫠹 | 𫠺 | 𫠻 | 𫠼 | 𫠽 | 𫠾 | 𫠿 |
| U+2B840 | 𫡀 | 𫡁 | 𫡂 | 𫡃 | 𫡄 | 𫡅 | 𫡆 | 𫡇 | 𫡈 | 𫡉 | 𫡊 | 𫡋 | 𫡌 | 𫡍 | 𫡎 | 𫡏 |
| U+2B850 | 𫡐 | 𫡑 | 𫡒 | 𫡓 | 𫡔 | 𫡕 | 𫡖 | 𫡗 | 𫡘 | 𫡙 | 𫡚 | 𫡛 | 𫡜 | 𫡝 | 𫡞 | 𫡟 |
| U+2B860 | 𫡠 | 𫡡 | 𫡢 | 𫡣 | 𫡤 | 𫡥 | 𫡦 | 𫡧 | 𫡨 | 𫡩 | 𫡪 | 𫡫 | 𫡬 | 𫡭 | 𫡮 | 𫡯 |
| U+2B870 | 𫡰 | 𫡱 | 𫡲 | 𫡳 | 𫡴 | 𫡵 | 𫡶 | 𫡷 | 𫡸 | 𫡹 | 𫡺 | 𫡻 | 𫡼 | 𫡽 | 𫡾 | 𫡿 |
| U+2B880 | 𫢀 | 𫢁 | 𫢂 | 𫢃 | 𫢄 | 𫢅 | 𫢆 | 𫢇 | 𫢈 | 𫢉 | 𫢊 | 𫢋 | 𫢌 | 𫢍 | 𫢎 | 𫢏 |
| U+2B890 | 𫢐 | 𫢑 | 𫢒 | 𫢓 | 𫢔 | 𫢕 | 𫢖 | 𫢗 | 𫢘 | 𫢙 | 𫢚 | 𫢛 | 𫢜 | 𫢝 | 𫢞 | 𫢟 |
| U+2B8A0 | 𫢠 | 𫢡 | 𫢢 | 𫢣 | 𫢤 | 𫢥 | 𫢦 | 𫢧 | 𫢨 | 𫢩 | 𫢪 | 𫢫 | 𫢬 | 𫢭 | 𫢮 | 𫢯 |
| U+2B8B0 | 𫢰 | 𫢱 | 𫢲 | 𫢳 | 𫢴 | 𫢵 | 𫢶 | 𫢷 | 𫢸 | 𫢹 | 𫢺 | 𫢻 | 𫢼 | 𫢽 | 𫢾 | 𫢿 |
| U+2B8D0 | 𫣐 | 𫣑 | 𫣒 | 𫣓 | 𫣔 | 𫣕 | 𫣖 | 𫣗 | 𫣘 | 𫣙 | 𫣚 | 𫣛 | 𫣜 | 𫣝 | 𫣞 | 𫣟 |
| U+2B8E0 | 𫣠 | 𫣡 | 𫣢 | 𫣣 | 𫣤 | 𫣥 | 𫣦 | 𫣧 | 𫣨 | 𫣩 | 𫣪 | 𫣫 | 𫣬 | 𫣭 | 𫣮 | 𫣯 |
| U+2B8F0 | 𫣰 | 𫣱 | 𫣲 | 𫣳 | 𫣴 | 𫣵 | 𫣶 | 𫣷 | 𫣸 | 𫣹 | 𫣺 | 𫣻 | 𫣼 | 𫣽 | 𫣾 | 𫣿 |
| ------- | -- | -- | -- | -- | -- | -- | -- | -- | -- | -- | -- | -- | -- | -- | -- | -- |